# Detroit, Michigan
Detroit je najveći grad u američkoj saveznoj državi Michigan, a ujedno je i sjedište okruga Wayne. 
Detroit je danas najpoznatiji kao središte automobilske industrije. U siječnju svake godine održava se North American International Auto Show, najveći sajam automobila na sjevernoameričkom kontinentu. Osim u svijetu automobila, grad ima važnu ulogu i u svijetu glazbe, a upravo zbog te dvije stvari ima nadimke Motor City i Motown.

## Povijest
Detroit je 1701. godine osnovao francuski istraživač, časnik i trgovac krznom Antoine de la Mothe Cadillac. Naselje je nazvao Fort Ponchartrain du Détroit prema ministru pomorstva grofu Ponchartrainu i riječnom prolazu između jezera Erie i  St. Clair (franc. détroit = klanac, tjesnac). Iz Francuske je došlo mnogo doseljenika, tako da je 1765. Detroit bio najveći francuski grad u prostoru između Montreala i New Orleansa. Bio je centar trgovine krznom. 1760. su ga osvojili Britanci u britanskom ratu protiv Francuza i Indijanaca. Britanci su u bitki kod Detroita pobijedili Ottawa Indijance koje je vodio poznati poglavica Pontiac.
1796. je Detroit pripao Sjedinjenim Američkim Državama. 1805. je grad pogodio katastrofalan požar. Od 1805. do 1847. je bio glavni grad savezne države Michigan. 1812. su Britanci iz Kanade zauzeli Detroit, ali je 1813. vraćen SAD-u. U Građanskom ratu je Detroit bio značajna baza Unije, te je dao brojne vojnike. Do 1900. se grad izgrađuje i nastaju brojne nove palače, tako da je nazvan "Pariz Zapada".
1896. je Henry Ford napravio svoj prvi automobil, a 1904. je osnovao poduzeće Ford Motor Company. Tokom 20. st. se Detroit profilira kao najznačajniji američki centar automobilske industrije.

## Zemljopis
Detroit je smješten na sjeveru SAD-a, uz granicu s Kanadom. Nalazi se na rijeci Detroit (engl. Detroit River) nasuprot kanadskog grada Windsora. Detroit River je rijeka koja povezuje jezero Erie s jezerom  St. Clair i dalje jezerom Huron i čini važan plovni put preko Velikih jezera. Rijeka je zaštićena kao poseban prirodni rezervat s mnogo vrsta vodenih ptica i sisavaca. U blizini grada se nalazi riječni otok Belle Isle.
Klima je umjereno-kontinentska. Zime su hladne i snježne, a ljeta vruća i vlažna.

## Stanovništvo
Detroit je trenutačno 11. najnaseljeniji grad u SAD-u, a njegovo metropolitansko područje ("područje utjecaja") ima 4.467.592 stanovnika. Grad je bio najnaseljeniji tijekom pedesetih godina 20. stoljeća, kada je prema popisu stanovništva iz 1950. imao 1.849.568 stanovnika. No, broj stanovnika se kroz godine upola smanjio te je grad prema popisu iz 2000. imao 951.270 stanovnika, a 2006. 918.849 stanovnika. 

## Znamenitosti
GM Rennaissance centre i Cobo Centre su poznati trgovački i poslovni centri. Poznati muzeji su Detroitski likovni institut, Detroitski povijesni muzej i Muzej Charlesa H. Wrighta, a najpoznatiji parkovi su Belle Isle Park (na riječnom otoku) i Campus Martius. Najpoznatije sveučilište je Wayne State. Zanimljiv je trg je Hart Plaza. Poznat je Greektown, tradicionalni centar Grka u Detroitu.

## Gospodarstvo
Detroit je središte automobilske industrije i jedan od gospodarski najrazvijenijih gradova SAD-a. Poznate tvrtke Chrysler, General Motors, Ford, Detroit Pistons i Detroit Red Wings imaju sjedište ovdje. Mnogi pravni i odvjetnički uredi imaju sjedište ovdje. U gradu je nezaposlenost vrlo slaba, a većina ljudi radi u centru grada.

## Poznate osobe
- Jerry Bruckheimer, filmski i televizijski producent
- Alice Cooper, rock glazbenik
- Francis Ford Coppola, filmski redatelj, scenarist i producent
- Eminem, hip-hop glazbenik
- Charles Lindbergh, avijatičar

## Gradovi prijatelji
- Torino, Italija
- Dubai, Ujedinjeni Arapski Emirati
- Kitwe, Zambija
- Minsk, Bjelorusija
- Nassau, Bahami
- Toyota, Japan
- Basra, Irak

## Vanjske poveznice
- Službene stranice grada
- Službene turističke stranice grada

### Ostali projekti
|  | Zajednički poslužitelj ima stranicu o temi Detroit, Michigan |